# Doris Matthäus
Doris Matthäus (3 avril 1963 à Erlangen) est une auteure et illustratrice allemande de jeux de société.

## Ludographie succincte

### AvecFrank Nestel
- Esels-Rennen, 1989 / 1996, Doris & Frank
- Mü & Mehr, 1995 / 1997, Doris & Frank / Amigo
- Zoff im Zoo, 1999, Rio Grande
- Urland, 2001, Doris & Frank,
- Ursuppe, 1997 / 2004, Doris & Frank / Z-Man Games

## Illustration
- El Grande, 1996, Wolfgang Kramer et Richard Ulrich, Hans im Glück, Spiel des Jahres  1996, Deutscher Spiele Preis  1996
- Elfenland, 1997, Alan R. Moon, Amigo, Spiel des Jahres  1998
- Pique plume, 1998, Klaus Zoch, Zoch, Kinderspiel des Jahres 1998
- Tigre & Euphrate ou Euphrat & Tigris, 1998, Reiner Knizia, Top Licence / Hans im Glück, Deutscher Spiele Preis  1998
- Carcassonne, 2000, Klaus-Jürgen Wrede, Hans im Glück, Spiel des Jahres  2001, Deutscher Spiele Preis  2001
- Sankt Petersburg, 2004, Bernd Brunnhofer alias Michael Tummelhofer, Hans im Glück, Deutscher Spiele Preis  2004, International Gamers Awards 2004 multi-joueurs
- Gare à la toile, 2015, Roberto Fraga, Gigamic, Kinderspiel des Jahres 2015[1]